# Haraszin Tibor
Haraszin Tibor (Szerencs, 1922. október 1. – ? 1991. augusztus 13.) magyar színész.

## Életpályája
A Zeneakadémia ének szakán szerezte diplomáját 1946-ban, majd a Színművészeti Akadémia stúdiójában végzett 1951-ben. Ezután a szolnoki Szigligeti Színház művésze volt, 1955-től pedig a hódmezővásárhelyi Somlay Artúr Színpadnál szerepelt. 1956-tól a Békés Megyei Jókai, 1960-tól a Miskolci Nemzeti, 1961-től a veszprémi Petőfi Színház művésze volt. 1964 és 1978 között az Állami Déryné Színház, valamint Népszínház foglalkoztatta.

## Fontosabb színházi szerepei
- ifj. Nagy (Bródy Sándor: A tanítónő)
- Jancsi (Ábrahám Pál: Viktória)
- Petur bán (Katona József: Bánk bán)
- Rózsa Zsiga (Szigligeti Ede: A cigány)
- Böffen Tóbiás (William Shakespeare: Vízkereszt vagy amit akartok)
- Miller (Friedrich Schiller: Ármány és szerelem)
- Főinkvizítor (Friedrich Schiller: Don Carlos)
- Ható Imre (Urbán Ernő: Tűzkeresztség)
- Foma (Iszaak Oszipovics Dunajevszkij: Szabad szél)
- Leone (Benjamin Jonson: Volpone)
- Marco (Arthur Miller: Pillantás a hídról)
- Lefebvre (Victorien Sardou: Szókimondó asszonyság)
- Mitch (Tennessee Williams: A vágy villamosa)
- Harkocsány (Tersánszky Józsi Jenő: Szidike kisasszony)
- Segius Wladimir (Kálmán Imre: A cirkuszhercegnő)
- Dragotin Péter (Lehár Ferenc: Cigányszerelem)
- Koltay Alispán (Vincze Ottó: Párizsi vendég)

## Filmjei

### Játékfilmek
- Ütközet békében (1951) – Juhász
- Hintónjáró szerelem (1954)
- Pesti háztetők (1961)
- Új Gilgames (1963)
- Így jöttem (1964)
- Gyula vitéz télen-nyáron (1970)
- Makra (1972)[2]
- A dunai hajós 1-2. (1974)
- A kenguru (1975)
- Vámmentes házasság (1980) – Mari apja
- Kettévált mennyezet (1981)
- Te rongyos élet (1983) – Munkafelügyelő a kukoricaföldön
- Visszaesők (1983)
- Az aranyifjú (1985)
- Mátyás, az igazságos (1985-rajz-játékfilm) – Öregember (+ Kenderesi Tibor, Mádi Szabó Gábor) (hang)
- Doktor Minorka Vidor nagy napja (1986) – Brokkoli árus
- Elysium (1986)
- A legényanya (1989)

### Tévéfilmek, televíziós sorozatok
- A szívroham (1964)
- Volt egyszer egy borbély (1969)
- Tizennégy vértanú (1970)
- Egy óra múlva itt vagyok… (1971) – Honvéd II.
- Rózsa Sándor (1971)
- Felhőfejes (1972)
- Megtörtént bűnügyek 6-8. (1977)
- Mire a levelek lehullanak… (1978)
- A király pantallója (1979) – Tratarát
- Az ezernevű lány (1979) – Ezeréves fa
- Közjáték Vichyben (1980) – Rendőr százados
- Részeg eső (1980)
- Tessék engem elrabolni (1980)
- Megbízható úriember (1981)[3]
- A tenger 1-6. (1982)
- Az út vége (1982)
- Nagy Anna, kis Anna (1982)
- A béke szigete (1983)
- Az emlékmúzeum (1983)
- Szerelmek (1984)
- T.I.R. (1984) (1987-es magyar szinkron)
- Az ördögmagiszter (1985)[4]
- Farkasok és bárányok (1985)[4]
- Lenkey tábornok (1985)
- A fekete kolostor (1986)
- Linda II. (1986) – Sziráki úr
- A védelemé a szó (1987)
- Az öreg tekintetes (1987)
- Végnapok (1987)
- Szomszédok (1988-1989) – Vasutas; Megvádolt trolibusz-sofőr
- Freytág testvérek 1-5. (1989) – Házigazda

## Szinkronszerepei

### Filmek
| Év   | Cím                                                                         | Szereplő                     | Színész           | Szinkron év |
| ---- | --------------------------------------------------------------------------- | ---------------------------- | ----------------- | ----------- |
| 1933 | A revizor                                                                   | Oszip                        | Václav Trégl      | 1983        |
| 1934 | Csapajev (2. magyar szinkron)                                               | Öreg paraszt                 | Borisz Csirkov    | 1985        |
| 1939 | Hulló csillagok                                                             | N/A                          | N/A               | 1974        |
| 1946 | Az élet csodaszép (1. magyar szinkron)                                      | N/A                          | N/A               | 1985        |
| 1947 | Senki nem tud semmit                                                        | N/A                          | N/A               | 1981        |
| 1951 | Jó napot, elefánt!                                                          | N/A                          | N/A               | 1978        |
| 1954 | A rakparton                                                                 | N/A                          | N/A               | 1979        |
| 1956 | A tető (2. magyar szinkron)                                                 | N/A                          | N/A               | 1979        |
| 1956 | Trapéz (1. magyar szinkron)                                                 | N/A                          | N/A               | 1976        |
| 1956 | A negyvenegyedik (2. magyar szinkron)                                       | N/A                          | N/A               | 1986        |
| 1959 | Rio Bravo (1. magyar szinkron)                                              | N/A                          | N/A               | 1981        |
| 1960 | Kallódó emberek (2. magyar szinkron)                                        | Fletcher nagyapja            | James Barton      | 1981        |
| 1961 | Ilyen hosszú távollét                                                       | N/A                          | N/A               | 1982        |
| 1962 | Napfogyatkozás                                                              | N/A                          | N/A               | 1979        |
| 1965 | A hulladékgyűjtőben                                                         | N/A                          | N/A               | 1991        |
| 1967 | Közöny                                                                      | N/A                          | N/A               | 1983        |
| 1968 | A hét Cervi fivér (2. magyar szinkron)                                      | N/A                          | N/A               | 1980        |
| 1968 | Hurrá, van seriffünk! (1. magyar szinkron)                                  | N/A                          | N/A               | 1984        |
| 1968 | Modern Monte Cristo (2. magyar szinkron)                                    | N/A                          | N/A               | 1979        |
| 1971 | Francia kapcsolat                                                           | N/A                          | N/A               | 1980        |
| 1971 | Minden lében két kanál – 16. rész: Otthon, édes otthon (2. magyar szinkron) | N/A                          | N/A               | 1984        |
| 1972 | Egy régi világ képei                                                        | N/A                          | N/A               | 1991        |
| 1973 | A brigád új tagja                                                           | Smaydov                      | Mihail Gluzszkij  | 1976        |
| 1974 | A farmer felesége                                                           | Bill Pincus                  | Robert E. Simpson | 1983        |
| 1976 | Fekete-fehér színesben                                                      | N/A                          | N/A               | 1980        |
| 1976 | Maraton életre-halálra                                                      | Karl                         | Richard Bright    | 1985        |
| 1977 | Talán jövőre                                                                | Rendőr                       | N/A               | 1981        |
| 1978 | A medvefókák szigetén                                                       | Afanasiy, Radik apja         | Dagba Dondukov    | 1979        |
| 1978 | Az emberevő medve                                                           | N/A                          | N/A               | 1981        |
| 1978 | Én és Charly                                                                | N/A                          | N/A               | 1988        |
| 1978 | Spirál (1. magyar szinkron)                                                 | N/A                          | N/A               | 1986        |
| 1978 | Szergij atya                                                                | Öreg                         | Ivan Lapikov      | 1986        |
| 1979 | A fajdkakas                                                                 | N/A                          | N/A               | 1985        |
| 1979 | Az újságíró                                                                 | N/A                          | N/A               | 1984        |
| 1980 | A legnagyobb ember a világon                                                | ?                            | ?                 | 1983        |
| 1980 | Aranyeső Yuccában                                                           | Slim embere                  | Marcello Verziera | 1985        |
| 1980 | Moszkva nem hisz a könnyeknek                                               | N/A                          | N/A               | 1981        |
| 1980 | Sörgyári capriccio                                                          | N/A                          | N/A               | 1981        |
| 1980 | Szuperzsaru                                                                 | Idős férfi a horgászcsónakon | Julian Voloshin   | 1982        |
| 1982 | Eltűntnek nyilvánítva (1. magyar szinkron)                                  | Paris                        | Martin LaSalle    | 1983        |
| 1982 | Férfias nevelés                                                             | Morgen aga                   | Ata Dovletov      | 1985        |
| 1983 | A farkassá változott Tom                                                    | N/A                          | N/A               | 1986        |
| 1983 | Comenius élete                                                              | N/A                          | N/A               | 1987        |
| 1984 | A fekete elefántcsonttorony                                                 | N/A                          | N/A               | 1990        |
| 1984 | A láthatatlan ember                                                         | Jaffers csendőr              | Viktor Sulgin     | 1986        |
| 1984 | Ahol a zöld hangyák álmodnak                                                | Dayipu                       | Roy Marika        | 1989        |
| 1984 | Cal                                                                         | Cyril Dunlop                 | Ray McAnally      | 1987        |
| 1984 | Elátkozott udvar                                                            | N/A                          | N/A               | 1989        |
| 1985 | A csatársor                                                                 | N/A                          | N/A               | 1988        |
| 1985 | A pókasszony csókja                                                         | N/A                          | N/A               | 1987        |
| 1985 | Jöjj és lásd!                                                               | N/A                          | N/A               | 1988        |
| 1985 | Keserű aratás                                                               | N/A                          | N/A               | 1990        |
| 1986 | Fantasztikus labirintus (1. magyar szinkron)                                | N/A                          | N/A               | 1987        |
| 1986 | Kék Cadillac                                                                | N/A                          | N/A               | 1988        |
| 1988 | Roger nyúl a pácban                                                         | Western töltény #2 (hang)    | Jim Cummings      | 1989        |
| 1990 | Revans                                                                      | N/A                          | N/A               | 1991        |

### Sorozatok
| Év        | Cím                      | Szereplő          | Színész      | Szinkron év |
| --------- | ------------------------ | ----------------- | ------------ | ----------- |
| 1969      | Tau bácsi I.             | Öreg              | N/A          | 1980        |
| 1973-1983 | Életutak                 | Nazorov           | Ivan Lapikov | 1987        |
| 1977      | Kórház a város szélén I. | Műtős             | N/A          | 1982        |
| 1978      | A bábu 1-9.              | További szereplők | N/A          | 1980        |
| 1979      | Latin-Amerikában írták   | N/A               | Jaime Gamboa | 1983        |
| 1982      | Marco Polo               | Yang Ku           | Zaibao Yang  | 1984        |
| 1983      | Ausztrál expressz I.     | N/A               | N/A          | 1990        |
| 1989      | Linda III.               | Sziráki úr        | Budai István | 1989        |

### Rajzfilmek
| Év   | Cím                                         | Szereplő              | Szinkronhang       | Szinkron év |
| ---- | ------------------------------------------- | --------------------- | ------------------ | ----------- |
| 1967 | Asterix, a gall                             | További szereplők     | N/A                | 1987        |
| 1972 | Tintin és a cápák tava (1. magyar szinkron) | N/A                   | N/A                | 1983        |
| 1976 | Asterix tizenkét próbája                    | A körlevelek hivatala | N/A                | 1988        |
| 1977 | Tapsi Hapsi – Húsvéti különkiadás           | Filmrendező           | Mel Blanc          | 1986        |
| 1982 | A NIMH titka (1. magyar szinkron)           | Patkány tanács #3     | Charles Champlin   | 1986        |
| 1983 | Dexi és Bumbi                               | Rendőrtiszt           | Sacco van der Made | 1990        |
| 1983 | Ico, a bátor lovacska                       | Idős generális        | Pelusa Suero       | 1986        |
| 1989 | A brémai muzsikusok                         | Kandisznó             | N/A                | 1990        |

### Rajzfilmsorozatok
| Év        | Cím                                              | Szereplő                                       | Szinkronhang | Szinkron év |
| --------- | ------------------------------------------------ | ---------------------------------------------- | ------------ | ----------- |
| 1958-1959 | Foxi Maxi show I-II.                             | Smith vadőr                                    | Don Messick  | 1963-1965   |
| 1965-1966 | Atom Anti                                        | További szereplők                              | N/A          | 1989        |
| 1980      | Nils Holgersson csodálatos utazása a vadludakkal | További szereplők                              | N/A          | 1987-1988   |
| 1983      | 80 nap alatt a Föld körül Willy Foggal           | Hongkongi rendőrőrmesterMcDugger, a feltételes | N/A          | 1986        |